# Nebennierenrindenkarzinom

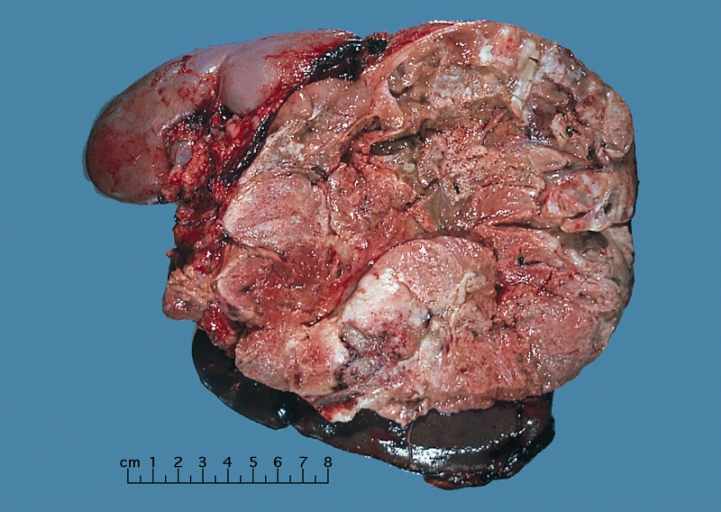
Schnitt durch ein NNK von etwa 17 cm Durchmesser. Da angrenzende Organe ebenfalls befallen waren mussten Niere (glatt, links oben) und Milz (dunkelviolett, unten) mitentfernt werden.

Das Nebennierenrindenkarzinom (NNK, englisch adrenocortical carcinoma  (ACC)) ist ein von der Nebennierenrinde ausgehender seltener Tumor. Es kann alle 3 Schichten der Nebennierenrinde betreffen.
Da es sich bei der Nebenniere um Drüsengewebe handelt, beschäftigt sich federführend das medizinische Fachgebiet der Endokrinologie mit dem Nebennierenrindenkarzinom.

## Vorbemerkung
Die wesentlichen Fakten für diesen Artikel basieren auf internationalen Leitlinien zu Nebennierentumoren.

## Vorkommen
Nebennierenkarzinome sind selten (pro Jahr ca. 0,7 bis 2,0 Fälle auf 1 Mio.). Ein Nebennierenkarzinom kann in jedem Lebensalter auftreten, wobei die höchste Inzidenz zwischen 40 und 60 Jahren liegt. Frauen sind häufiger betroffen (55 bis 60 %) als Männer (40 bis 45 %). Nebennierenkarzinome treten bei Erwachsenen meistens sporadisch auf. Mitunter kommen sie aber auch als Teil erblicher Syndrome vor, wie z. B.:
- Li-Fraumeni-Syndrom
- Lynch-Syndrom
- Multiple endokrine Neoplasie (MEN)
- Familiärer adenomatöser Polyposis (siehe auch Adenomatose)

## Pathogenese
Zwar konnte in den vergangenen Jahren mittels Studien die Pathogenese besser verstanden werden, jedoch weist nur ein kleiner Teil der Nebennierenkarzinome die Krankheit erzeugende Veränderungen im Genom von Tumorzellen auf, die für das Zellwachstum und die Zellvermehrung eines Tumors begünstigen können.

## Symptome

### Hormonüberschuss
Bei etwa 50 bis 60 % der Patienten mit Nebennierenrindenkarzinom tritt ein Überschuss von der Nebenniere ausgeschütteten Hormonen unabhängig von äußeren Einflüssen auf. Meist treten Hypercortisolismus (Cushing-Syndrom) oder gemischte Cushing- und Virilisierungssyndrome auf. Dabei ist ein reiner Überschuss an Androgenen weniger häufig, während ein Überschuss an Östrogen oder Mineralocorticoiden sehr selten ist.

### Unspezifische Krankheitszeichen
Zu den unspezifische Krankheitszeichen, die durch eine Raumforderung im Bauchraum verursacht werden, zählen Bauchbeschwerden (z. B. Übelkeit, Erbrechen, Völlegefühl) oder Rückenschmerzen. Klassische mit Bösartigkeit assoziierte Symptome wie z. B. Gewichtsverlust, Nachtschweiß, Müdigkeit oder Fieber treten selten auf.

## Diagnostik

### Zufallsfund: Inzidentalom
Viele Karzinome der Nebenniere werden zufällig diagnostiziert (Inzidentalome). Allerdings ist die Wahrscheinlichkeit, dass es sich bei einem Inzidentalom der Nebenniere um ein Karzinom der Nebennierenrinde handelt, gering. Es kann sich z. B. um ein Adenom oder eine Zyste handeln.

### Übergreifende Empfehlungen im Rahmen der Diagnose
Alle Patienten mit vermutetem oder nachgewiesenem Nebennierenrindenkarzinom werden möglichst zum Zeitpunkt der Erstdiagnose im Rahmen der Sitzung eines Tumorboards besprochen. Da das Nebennierenrindenkarzinom selten ist, ist es wünschenswert, dass Patienten an Studien (z. B. Deutsche Nebennierenkarzinom-Studiengruppe) zu Erkrankung und Behandlung teilnehmen. Ebenso an Registern (z. B. ENS@T registry) und der Sammlung von biologischem Material im Rahmen strukturierter Forschungsprogramme. Die Zielsetzung hierbei ist mittels Erkenntnisgewinn in der medizinischen Forschung die Diagnose und Behandlung zu verbessern.

### Diagnoseverfahren bei Verdacht auf Nebennierenrindenkarzinom

#### Allgemeine Empfehlungen
Die Diagnose Nebennierenrindenkarzinom ist nicht immer eindeutig. Veränderung der Größe der Nebennieren können Bösartig oder gutartig sein. Dabei gilt: Karzinome weisen Malignität auf, sind also bösartig; Adenome weisen Benignität auf, sind also gutartig. Um keine Zeit zu verlieren, ist es sinnvoll so schnell wie möglich festzustellen, ob eine Veränderung der Nebennierenrinde bösartig ist. Daher werden alle erforderlichen Methoden der Diagnostik möglichst ohne Zeitverzug angewendet. Jeder Patient mit Verdacht auf Nebennierenkarzinom bzw. Nebennierenrindenkarzinom sollte sich daher einer sorgfältigen Untersuchung unterziehen. Dazu gehört neben der geeigneten Bildgebung (Funktionelle Bildgebung) auch die Anamnese und klinische Untersuchung auf Symptome und Anzeichen von einem Überschuss an von den Nebennieren ausgeschütteten Hormonen.

#### Prüfen auf Hormonüberschuss
Alle Patienten mit Verdacht auf Nebennierenrindenkarzinom durchlaufen eine detaillierte hormonelle Untersuchung, um einen möglichen, von äußeren Einflüssen unabhängigen, Überschuss an
- Glucocorticoide
- Sexualhormonen
- Mineralocorticoiden
- Vorläufern (Prohormonen) von Hormonen der Nebennierenrinde

zu identifizieren. Außerdem ist notwendig ein Phäochromozytom auszuschließen.

#### Bildgebung
Bei allen Patienten mit Verdacht auf Nebennierenrindenkarzinom wird geeignete Bildgebung durchgeführt, die auf die Nebenniere fokussiert ist. Dabei werden bei akutem Verdacht auf Nebennierenrindenkarzinom zusätzlich zu einer Bildgebung mit Bauch-Becken-Schnitt mittels Computertomografie (CT) oder Magnetresonanztomographie (MRT) auch eine Thorax-CT durchgeführt. Die Durchführung zusätzlicher Bildgebung (z. B. Bildgebung von Knochen und Gehirn) ist nur bei klinischem Verdacht auf metastatische Läsionen, also Läsionen, die von Metastasen verursacht werden, empfehlenswert. Die Durchführung einer Biopsie der Nebenniere ist bei der diagnostischen Abklärung von Patienten mit Verdacht auf Nebennierenrindenkarzinom in der Regel nicht ratsam. Ausnahme: Es liegen Hinweise auf Metastasen vor, die eine Operation ausschließen und deshalb einen histopathologischer (siehe Histologie und Pathologie) Nachweis zur Information über die onkologische (siehe Onkologie) Behandlung erforderlich machen.

## Therapie

### Vorbemerkung
Die wesentlichen Fakten für diesen Artikel basieren auf internationalen Leitlinien zu Nebennierentumoren.

### Operation bei Verdacht auf Nebennierenrindenkarzinom
- Bei vermutetem oder bestätigtem Nebennierenrindenkarzinom sollte der gesamte Tumor mitsamt der Nebenniere chirurgisch entfernt. Dieser Eingriff sollte von Chirurgen durchgeführt werden, die über Erfahrung in Nebennieren- und onkologischer Chirurgie verfügen.
- Alle Nebennierenkarzinome, bei denen der Verdacht besteht, dass es sich um ein Nebennierenrindenkarzinom handelt, werden mittels einer En-bloc-Resektion entfernt. Dabei wird das retroperitoneale Fettgewebe, das sich um den Tumor / die Nebenniere herum befindet, mit entfernt. Eine Enukleation und teilweise Resektion der Nebenniere ist nicht ratsam. Besteht der Verdacht, dass der Tumor in benachbarte Organe eingedrungen ist, wird ebenfalls eine En-bloc-Resektion durchgeführt. Liegt jedoch keine direkte Invasion der Niere vor, auf der sich die betroffene Nebenniere befindet, dann wird diese Niere nicht routinemäßig chirurgisch entfernt.
- Der chirurgische Standardansatz bei einem bestätigten Nebennierenrindenkarzinom oder dem starken Verdacht auf ein solches ist die offene Operation. Die offene Operation werden daher bei allen Tumoren mit radiologischen Befunden, die bösartig sind und Anzeichen einer lokalen Invasion aufweisen, durchgeführt. Jedoch ist eine laparoskopische Adrenalektomie (unter Beachtung der Prinzipien der onkologischen Chirurgie) sinnvoll, wenn der Tumor eine Größe < 6 cm aufweist und keine Hinweise auf eine lokale Invasion vorliegen. Der ausführende Chirurg sollte über ausreichende Erfahrung mit solchen chirurgischen Eingriffen verfügen.
- Weiß man vorher aufgrund der Hormonproduktion, dass ein Verdacht auf ein Nebennierenrindenkarzinom vorliegt, oder besteht starker Verdacht auf ein solches, wird im Rahmen des chirurgischen Eingriffs routinemäßig eine Lymphadenektomie der umliegenden (lokoregionären) Lymphknoten durchgeführt. Zumindest die Periadrenalknoten (Lymphknoten, die um die Nebenniere herum angeordnet sind) sowie die Knoten um den Nierenstiel herum werden entfernt. Alle verdächtigen oder vergrößerten Lymphknoten, die bei der präoperativen Bildgebung oder während der Operation (intraoperativ) identifiziert wurden, werden ebenfalls entfernt.
- Bei Tumoren mit Ausbreitung in große Gefäße wird ein multidisziplinäres Operationsteam bzgl. der durchzuführenden Behandlung individuelle, auf den jeweiligen Patienten abgestimmte Entscheidungen treffen. Es wird empfohlen solche Tumore in einem Expertenzentrum zu untersuchen, statt sie als "inoperabel" einzustufen.
- Ein Tumorboard bespricht eine erneute Operation, wenn die erste Operation nicht optimal verlaufen ist und makroskopisch unvollständig war (R2-Resektion), d. h. sichtbare Tumorreste im Körper verblieben sind.
- Alle Patienten mit Hypercortisolismus, die sich einer Operation des Nebennierenrindenkarzinoms unterziehen, wird in der Zeit vor (präoperativ), während und nach der Operation (postoperativ) ein Hydrocortisonersatz, also ein perioperativer Hydrocortisonersatz empfohlen.[5]

### Pathologische Untersuchung
- Die Diagnose eines Nebennierenrindenkarzinoms sollte in der Regel histopathologisch bestätigt werden.
- Alle Nebennierenkarzinome, die nicht ohne weiteres klassifiziert werden können, sowie alle vermuteten Nebennierenkarzinome werden von einem Pathologen mit Erfahrung in Bezug auf Nebennieren untersucht.
- Um zwischen primären Nebennierenrindentumoren und Nicht-Nebennierenrindentumoren unterscheiden zu können, wird empfohlen die Immunhistochemie für Steroidfaktor-1 (SF1) zu verwenden.
- Um zwischen gutartigen und bösartigen Nebennierenrindentumoren unterscheiden zu können, wird empfohlen das Weiss-Score zu verwenden, das auf einer Kombination aus neun histologischen Kriterien basiert, die auf mit Hämatoxylin und Eosin gefärbten Objektträgern angewendet werden können.
- Die Verwendung der Ki-67-Immunhistochemie wird bei jedem Nebennierenrindenkarzinomtumors empfohlen, da dies ein sehr wichtiger Prognosefaktor ist.
- Der Bericht des Pathologen wird bzgl. eines vermuteten Nebennierenrindenkarzinoms mindestens die folgenden Informationen enthalten:
  - Weiss-Score (incl. der genauen Mitosezahl)
  - Genauen Ki-67-Index
  - Status der Resektion
  - Pathologisches Stadium des Tumors
  - Status der Lymphknoten

### Nachbehandlung
Folgende Kontrollen werden nach einem chirurgischen Eingriff durchgeführt:
- Regelmäßige Querschnittsaufnahmen von Bauch, Becken und Brustkorb zur Überwachung in Hinblick auf ein Wiederauftreten oder Fortschreiten der Erkrankung.
- Radiologische Bildgebung alle drei Monate für zwei Jahre, danach alle drei bis sechs Monate für weitere drei Jahre. Ggf. über fünf Jahre hinaus, wobei dann jedoch die Überwachung angepasst wird.
- Eine Überwachung auf der Grundlage prognostischer Faktoren der erwarteten Wirksamkeit der Behandlung und der behandlungsbedingten Toxizität sowie der verfügbaren alternativen Behandlungsmöglichkeiten wird durchgeführt, wenn es sich um ein fortgeschrittenes Nebennierenrindenkarzinom gehandelt hat.
- Bei allen Patienten wird ein regelmäßiges Screening auf Hormonsekretion durchgeführt.

### Adjuvante Therapie
- Bei Nebennierentumoren mit ungewissem malignen Potenzial wird von einer ergänzenden oder unterstützenden Behandlung (adjuvanten Therapie) abgeraten.
- Bei vielen Patienten mit Nebennierenkarzinom besteht allerdings ein hohes Risiko, dass die Erkrankung wiederkommt oder fortschreitet, so dass eine individuelle Beratung über eine adjuvante Therapie erfolgen sollte. Nach der aktuellen Datenlage wird den meisten Patienten eine Behandlung mit Mitotane empfohlen. Bei Patienten mit geringem / mittlerem Risiko für ein Rezidiv (Stadium I–II, R0-Resektion und Ki-67 ≤ 10 %) wird keine adjuvante Therapie empfohlen. Für solche Patienten werden adjuvante Therapieoptionen auf den jeweiligen Patienten abgestimmt besprochen.
- Ist die Entscheidung für eine Therapie mit Mitotan getroffen, beginnt diese Therapie so bald wie möglich, um nicht unnötig Zeit zu verlieren.
- Patienten, bei denen kein Rezidiv auftritt und die Mitotan in akzeptabler Weise vertragen, nehmen Mitotan mindestens zwei Jahre lang, aber nicht länger als fünf Jahre adjuvant ein.
- Von der routinemäßigen Anwendung einer adjuvanten Strahlentherapie wird bei Patienten im Stadium I–II und R0-Resektion abgeraten. Bei Patienten mit R1-Resektion oder Rx-Resektion oder im Stadium III wird eine Strahlentherapie zusätzlich zur Mitotantherapie als an den individuellen Patienten angepasste Therapie in Betracht gezogen.
- Ist die Entscheidung für eine adjuvante Strahlentherapie getroffen, beginnt diese Therapie so bald wie möglich nach dem chirurgischen Eingriff, um nicht unnötig Zeit zu verlieren. Die Strahlentherapie wird mit einer Strahlendosis von 50 bis 60 Gray in kleinen Portionen von jeweils etwa zwei Gray auf das vorherige Tumorbett verabreicht.
- Von der routinemäßigen Verwendung von Zytostatika in der Ausgestaltung der adjuvanten Therapie wird abgeraten. Bei ausgewählten Patienten mit sehr hohem Risiko auf ein Rezidiv wird jedoch empfohlen eine adjuvante Chemotherapie in Betracht zu ziehen.

### Besondere Überlegungen zu Mitotan
- Die Therapie mit Mitotan beginnt in einem eskalierenden Schema. Dabei wird das Ausmaß bzw. die Intensität einer Therapie sukzessive gesteigert. Dies wird davon abhängig gemacht wie gut der jeweilige Patient das Medikament verträgt und in welchem Ausmaß es sich auf den Leistungszustand (nach ECOG/Karnofsky-Index) dieses Patienten auswirkt.
- Die Überwachung der Konzentration von Mitotan im Blut wird empfohlen. Als allgemeiner Zielwert gilt ≥ 14 mg/L.
- Bei allen Patienten, die eine Mitotan-Therapie erhalten, erfolgt ein Ersatz der Glukokortikoide, wobei Patienten mit anhaltendem Cortisol-Überschuss davon auszunehmen sind. Dabei ist in der Regel mindestens das Doppelte der Standard-Ersatzdosis erforderlich. Dies ergibt sich aus der erhöhten Steroid-Ausscheidung und dem Anstiegs des Cortisol-bindenden Globulins.
- Die von Mitotan verursachte Nebenwirkungen werden regelmäßig überwacht. Ziel ist es, dass die Patienten angemessen behandelt werden, also weder überversorgt, noch unter- oder fehlversorgt. Zudem wird eine unterstützende Therapie begonnen, um Mitotan für den Patienten verträglicher zu machen. Im Idealfall erfolgt dies bevor es zu einer schweren Toxizität kommt.
- Mitotan führt zu bedeutenden Wechselwirkungen mit anderen Arzneimitteln. Dies wird von einer starken Steigerung der Aktivität des CYP3A4-Enzyms verursacht. Dies ist unbedingt zu beachten. "Alle Begleitmedikamente sollten auf CYP3A4-Wechselwirkungen überprüft und bei Bedarf und Verfügbarkeit durch eine Alternative ersetzt werden."[2]
- Eine besondere Herausforderung stellt die s.g. Addisonkrise dar. Zwar erfolgt bei fast allen Patienten, die eine Mitotan-Therapie erhalten, ein Ersatz der Glukokortikoide, jedoch muss die Dosierung im Fall einer sich anbahnenden Addisonkrise, bzw. im Idealfall zur Vermeidung einer solchen vom Patienten eigenverantwortlich erhöht werden.
- Unabhängig davon sollte der Patient einen Notfallausweis oder andere Hinweise auf seine Erkrankung und ein Notfallset (i. d. R. 100 mg Hydrocortison) mit sich führen.

### Andere unterstützende Therapien
- Eine medizinische Therapie zur Kontrolle des Überschusses von Hormonen wird bei allen Patienten mit klinisch relevantem Nebennierenrindenkarzinom, die Hormone produzieren, empfohlen.
- Bei Patienten mit Metastasen in den Knochen wird eine Therapie mit antiresorptiver Behandlung, also der Gabe von Substanzen, die den Abbau der Knochen hemmen, durchgeführt.
- Eine palliative Bestrahlung zur Linderung der Symptome wird bei Patienten mit fortgeschrittenem / metastasiertem Nebennierenrindenkarzinom durchgeführt.
- Die Einbeziehung einer palliativen Behandlung in die onkologische Standardbehandlung wird für alle Patienten mit fortgeschrittenem Nebennierenrindenkarzinom empfohlen.
- Bei weiblichen Patienten im gebärfähigen Alter wird eine Beratung zum Schutz der Fruchtbarkeit durchgeführt. Dabei wird den Patientinnen eine solche Fruchtbarkeitsberatung den Patienten angeboten, die sich einer zytotoxischen Chemotherapie unterziehen, und den Patientinnen gegeben, die eine Mitotan-Therapie planen.

## Therapie-Begleitung
Neben einer primär auf die Behandlung des Tumors ausgerichteten Therapie wird vom behandelnden Arzt eine unterstützende Therapie (siehe "Besondere Überlegungen zu Mitotan") zur Anwendung gebracht. Darüber hinaus gibt es auch eine Vielzahl weiterer Angebote für Unterstützung. Diese können es dem Patienten und seinen Angehörigen erleichtern mit der Diagnose, der Krebstherapie und den Folgen der Erkrankung besser zurechtzukommen. Die nachfolgende Auflistung stellt keine komplette Übersicht aller Hilfsangebote dar. Es handelt sich um Beispiele, die den Einstieg in die Suche nach für den jeweiligen Patienten geeigneten Hilfen erleichtern kann.

### Genetische Beratung
Erwachsene mit Nebennierenrindenkarzinom wird wenigstens eine grundlegende klinisch-genetische Untersuchung empfohlen. Dabei wird die persönliche und familiäre Vorgeschichte auf Hinweise auf ein erbliches Vorbelastung untersucht. Es gibt keine Empfehlungen für oder gegen genetische Tumortests auf somatische Veränderungen.

### Schwangerschaft und Nebennierenrindenkarzinom
Wird während einer Schwangerschaft eine Nebennierenmasse diagnostiziert, bei der der Verdacht auf Nebenierenrindenkarzinom besteht, wird, unabhängig vom Schwangerschaftstrimester, eine sofortige chirurgische Entfernung dieses Tumors empfohlen. Patientinnen werden über schwangerschaftsbezogene Bedenken informiert, die sich speziell auf die aktuelle oder frühere Diagnose eines Nebennierenrindenkarzionoms beziehen. Während der Mitotan-Behandlung sollte eine Schwangerschaft vermieden werden.

### Beratungsstellen, allgemein
Im Internet bieten Seiten wie z. B. krebshilfe.de (Deutsche Krebshilfe) oder krebsinformationsdienst.de (Deutsches Krebsforschungszentrum) Informationen. Weitere Beispiele: junge-erwachsene-mit-krebs.de (Deutsche Stiftung für junge Erwachsene mit Krebs) und kinderkrebsstiftung.de (Deutsche Kinderkrebsstiftung).

### Beratungsstellen, spezielle Themen
Sehr viele Kliniken (vor allem das CCC-Netzwerk oder Netzwerk der Tumorzentrum) bieten sowohl im Internet, aber auch vor Ort Anlaufstellen für z. B. nachfolgende Themen an:
- Ernährungsberatung
- Fatigue (Diagnostik und Beratung)
- Psycho-Onkologie

### Sonstige Hilfen
Beispielsweise haben Erkrankte unter Umständen einen Anspruch auf Hilfe im Haushalt. Auch andere Sozialleistungen können helfen die Härten, die eine Krebserkrankung mit sich bringt zu mildern.

### Selbsthilfegruppen
Eine besondere Form der Hilfe stellen Selbsthilfegruppen dar. Hier können Patienten und Angehörige sich austauschen und / oder sich gegenseitig unterstützen. Vom Nebennierennierenkarzinom Betroffene haben sich in Deutschland seit 2024 in der Selbsthilfegruppe "MIT&GEGEN NNK" zusammengeschlossen, auf internationaler Ebene in "LET'S CURE ACC". Darüber hinaus können auch andere Selbsthilfegruppen, die sich zwar nicht speziell um das Thema Nebennierenkarzinom bemühen, jedoch damit einhergehende Themen abdecken, kontaktiert werden. Als Beispiel sei hier das Netzwerk Hypophysen- und Nebennierenerkrankungen e. V. (glandula-online.de) genannt.

## Prognose

### Vorbemerkung
Die wesentlichen Fakten für diesen Artikel basieren auf internationalen Leitlinien zu Nebennierentumoren.

### Allgemeine Aussagen
Die Prognose ist insgesamt nicht günstig, das Ansprechen auf eine medikamentöse Therapie unbefriedigend. Der Median des Gesamtüberleben aller vom Nebennierenkarzinom betroffenen Patienten beträgt etwa drei bis vier Jahre. Die Prognose ist jedoch nicht einheitlich. Derzeit gilt die vollständige chirurgische Entfernung als einzige Möglichkeit der Heilung. Neben der vollständigen chirurgischen Entfernung gibt es weitere voneinander unabhängige Einflussgrößen für die Prognose::
- Stadium der Erkrankung
- Zellwachstums und Zellvermehrung / Tumorgrad
- Überschuss an Cortisol

Die s. g. Fünf-Jahres-Überlebensrate beträgt
- 60 bis 80 % bei Tumoren, die auf den Raum der Nebenniere beschränkt sind,
- 35 bis 50 % bei lokal fortgeschrittener Erkrankung,
- 0 % bis 28 % bei aufgetretenen Metastasen.

### Stadieneinteilung und Prognosefaktoren
Der aktuelle Stand der Forschung führt zu den nachfolgenden Aussagen und Empfehlungen hinsichtlich der Stadieneinteilung und Prognosefaktoren des Nebennierenkarzinoms: Im Rahmen der Erstdiagnose wird empfohlen die Stadieneinteilung des Europäischen Netzwerks für die Untersuchung von Nebennierentumoren (ENSAT) zu verwenden.
| ENSAT-Stadium | Parameter |
| ------------- | --- |
| I             | T1, N0, M0 |
| II            | T2, N0, M0 |
| III           | T1–T2, N1, M0, T3–T4, N0–N1, M0 |
| IV            | T1–T4, N0–N1, M1 |
|               | |
| Definition    | T1: Tumor ≤ 5 cm T2: Tumor > 5 cm T3: Tumor ist in umliegendes Gewebe eingedrungen T4: Tumor ist in benachbarte Organe eingedrungen oder Tumor verstopft ganz oder teilweise Hohlvene bzw. Nierenvene; N0: kein positiver Lymphknoten (Lymphkmnoten enthält Tumorzellen); N1: positiver Lymphknoten (Lymphkmnoten enthält keine Tumorzellen); M0: keine Fernmetastasen vorhanden; M1: Fernmetastasen vorhanden |

Ebenso werden im Rahmen der Erstdiagnose bei der Beurteilung der Prognose und der Alternativen der Behandlung die folgenden Faktoren zu berücksichtigt:
- Stadium des Tumors
- Status der Resektions
- Ki-67-Index (oder Mitosezahl)
- Ausschüttung von Cortisol, unabhängig von äußeren Einflüssen
- Allgemeinzustand des Patienten.

Während der Nachsorge wird die Prognose nach jeder Untersuchung neu bewertet, um die Strategie der Behandlung entsprechend anpassen zu können.

## Kinder mit Nebennierenrindenkarzinom

### Allgemeine Informationen
Bei Kindern ist ein Nebennierenkarzinom äußerst selten (pro Jahr ca. 0,2 bis 0,3 Fälle auf 1 Mio.). Die Prognose ist schlecht. Es gibt derzeit keine etablierten Standards zu Diagnostik und Therapie. Daher wurde bei ENSAT die Studiengruppe „ENSAT kids“ für Kinder mit Nebennierenrindenkarzinom eingerichtet. Während bei Erwachsenen nur ein Teil der Nebennierenridenkarzinome hormonaktiv ist, sind bei betroffenen Kindern fast alle diese Karzinome hormonaktiv. Dabei tritt meist das Cushing-Syndrom, eine vorzeitige Geschlechtsentwicklung (Pubertas praecox) oder Virilisierung auf. Wie bei der Therapie erwachsener Patienten wird der Tumor chirurgisch komplett entfernt. Liegt ein fortgeschrittenes Stadium vor, werden auch bei Kindern zusätzlich Lymphknoten entfernt und eine Chemo- und Mitotan-Therapie durchgeführt.

### Stand der Forschung
Etwa 70 % der betroffenen Kinder sind weiblich. Davon sind ca. 90 % hormonaktive Karzinome.
- 50 % Androgene
- 30 % gemischt
- 10 % Steroide
- 10 % hormoninkativ

Die mittlere Zeit vom Beginn der Symptome bis zur Diagnose beträgt sechs Monate. Etwa 70 % der Tumore können chirurgisch in Gänze entfernt werden.
Der aktuelle Stand der Forschung wird als unzureichend angesehen. Die wenigen verfügbaren Vergleiche zwischen den Nebennierenrindenkarzinomen von Erwachsenen und Kindern weisen auf deutliche Unterschiede hin. Daher können Erkenntnisse, die bisher bei Erwachsenen gewonnen wurden, nicht ohne weiteres auf Kinder übertragen werden. Um diese Wissenslücken zu schließen und für Kinder geeignete Therapien festlegen zu können, ist ein besseres molekularbiologisches Verständnis von Prognose und Tumorbiologie der Nebennierentumore bei Kindern erforderlich.
Aktuell bestehen im Wesentlichen folgende Forschungsfragen:
1. Klinisch: Statuserhebung von Diagnostik und Therapie international mit dem Ziel der Verbesserung des klinischen Verständnisses und der Behandlungsabläufe.
2. Klinisch-translational: Analyse der Wertigkeit von Profilen von Plasma- und Urinsteroiden / Liquid Biopsy („Flüssigbiopsie“) mit dem Ziel geeignete Tumormarker aufzuspüren.
3. Experimentell: Identifikation immunhistochemischer Charakteristika, DNA-Sequenzierung mit dem Ziel der Identifikation von drugable targets, also Zielen für die medikamentöse Bekämpfung von Tumorzellen. Dadurch sollen gesunde Zellen vom Medikament möglichst verschont bleiben.[8]